# Thézillieu
Thézillieu est une ancienne commune française, située dans le département de l'Ain en région Auvergne-Rhône-Alpes. Le 1er janvier 2019, elle devient commune déléguée de Plateau d'Hauteville.

## Géographie
La commune de Thézillieu se situe dans le Bas Bugey, sur le plateau d'Hauteville à huit kilomètres d'Hauteville-Lompnes, à l'extrémité sud de la chaîne du Jura ; elle culmine à 1 123 mètres d'altitude. Le climat y est semi-continental, comme sur le reste du plateau. L'Arêne prend sa source non loin du hameau de Genevray et s'écoule vers Virieu-le-Grand au sud. Deux étangs sont adossés au hameau du Genevray.
Plus de la moitié de la surface de la commune est boisée (essentiellement en sapin, épicéa et hêtre) et une partie importante de ces forêts est exploitée par l'Office national des forêts (forêts domaniales de Gervais et Saint-Sulpice). Les surfaces cultivées sont majoritairement en herbe[réf. nécessaire]. Elle est classée « Montagne 1 » par la DDAF.
L'habitat se compose d'un village principal (Thézillieu, où sont situés la mairie, l'école, l'agence postale et l'église), trois gros hameaux les Catagnolles, le Genevray, Sainte-Blaizine) et des hameaux plus petits (Gros-Jean, la Bourbelière, la Loye, Lavant, Ponthieu).

## Histoire
Malgré une présence initiale attestée à l'époque burgonde (VIe – VIIIe siècles)[réf. nécessaire] au lieu-dit  les Cendrettes  (proche du carrefour entre la D8b et le chemin dit  de l'Écu  en limite NE), l'histoire de la commune de Thézillieu est intimement liée à celle de l'abbaye de Saint-Sulpice en Bugey, abbaye cistercienne fondée en 1130 par Amédée III de Savoie. Depuis la Révolution, l'abbaye a servi de carrière de pierres aux habitants alentour ; on en trouve dans de nombreuses fermes à plusieurs kilomètres à la ronde. Elle est inscrite dans l'inventaire supplémentaire des Monuments historiques.

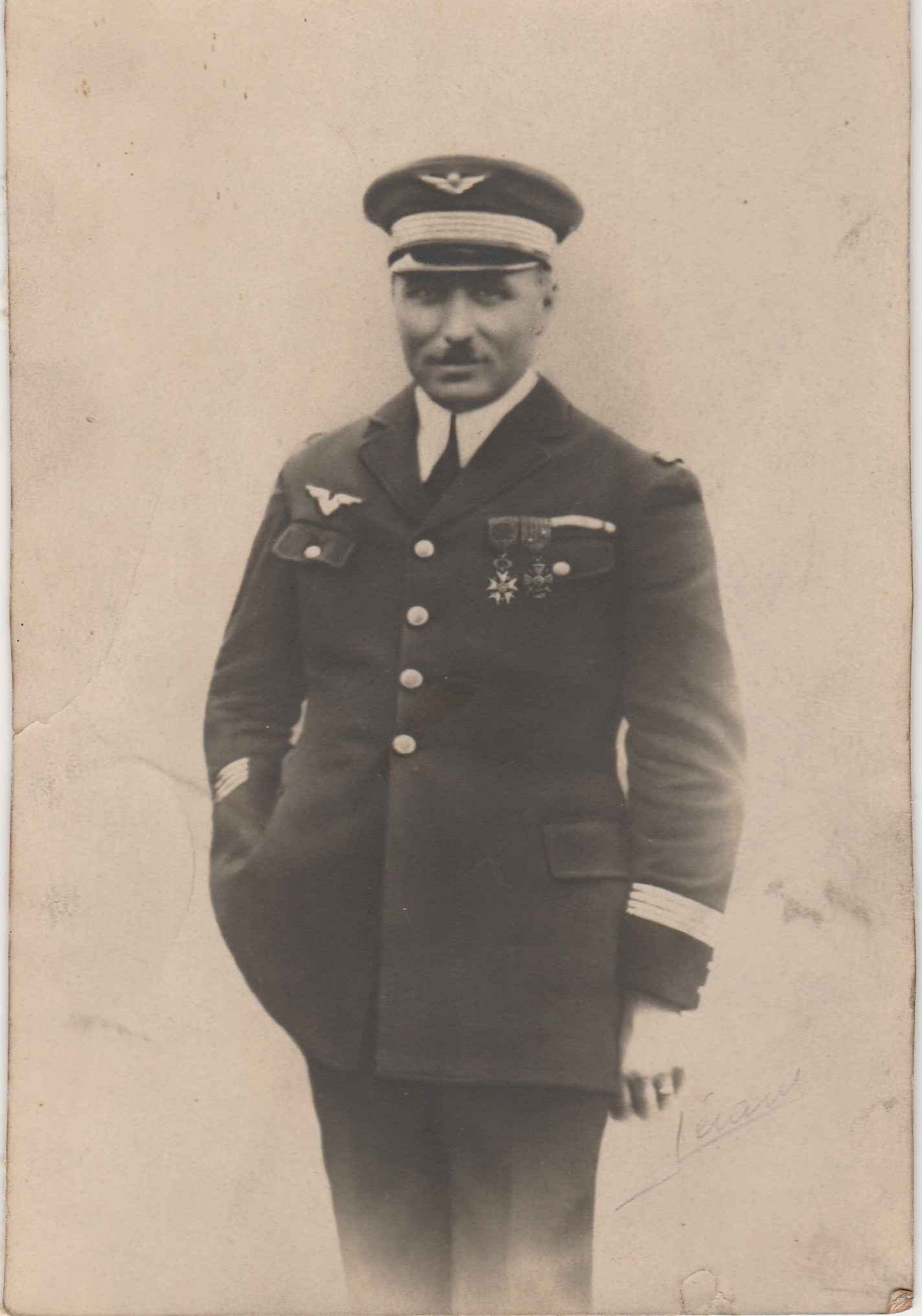
CDT Clément Théophile Coslin (1892-1932).

En 1892 est né à Thézillieu Clément-Théophile Coslin qui, après avoir été remarqué par sa bravoure dans les combats de la Grande Guerre, se convertit en pilote militaire et s'illustra après la guerre en remportant la Coupe Michelin en 1926 sur Bréguet 14. Promu officier supérieur, c'est au retour d'un nouveau raid au travers l'Europe qu'il trouva la mort le 13 juillet 1932, son Potez 25 TOE s'écrasant par temps de brouillard dans la banlieue de Saint-Étienne.
Durant la Seconde Guerre mondiale, de nombreux maquisards étaient cachés sur le plateau (cf. Maquis de l'Ain et du Haut-Jura) ; d'âpres combats eurent lieu autour du col de la Lèbe et en forêt de Gervais en juillet 1944, en attestent les nombreux monuments aux morts.
Le 1er janvier 2019, la commune s'unit avec Cormaranche-en-Bugey, Hauteville-Lompnes et Hostiaz pour former la commune nouvelle de Plateau d'Hauteville actée par un arrêté préfectoral du 12 décembre 2018, dont elle constitue une commune déléguée.

## Politique et administration

### Administration municipale
| Période | Période          | Identité           | Étiquette | Qualité                                                             |
| ------- | ---------------- | ------------------ | --------- | ------------------------------------------------------------------- |
| 1995    | 2008             | André Borron       |           | Réélu en 2001                                                       |
| 2008    | 2015 (démission) | Franck Steyaert    | UMP       | Réélu en 2014 Nommé Directeur général des services du département   |
| 2015    | 2019             | Jean-Michel Cyvoct |           | Vice-président de la communauté de communes du plateau d'Hauteville |

| Période      | Période  | Identité           | Étiquette | Qualité |
| ------------ | -------- | ------------------ | --------- | ------- |
| janvier 2019 | En cours | Jean-Michel Cyvoct |           |         |

## Démographie
L'évolution du nombre d'habitants est connue à travers les recensements de la population effectués dans la commune depuis 1793. Pour les communes de moins de 10 000 habitants, une enquête de recensement portant sur toute la population est réalisée tous les cinq ans, les populations de référence des années intermédiaires étant quant à elles estimées par interpolation ou extrapolation. Pour la commune, le premier recensement exhaustif entrant dans le cadre du nouveau dispositif a été réalisé en 2008.

En 2018, la commune comptait 288 habitants, en évolution de −8,28 % par rapport à 2012 (Ain : +5,15 %, France hors Mayotte : +2,11 %).
| 1793 | 1800 | 1806 | 1821 | 1831 | 1836 | 1841 | 1846 | 1851 |
| ---- | ---- | ---- | ---- | ---- | ---- | ---- | ---- | ---- |
| 719  | 707  | 769  | 701  | 771  | 733  | 778  | 707  | 824  |

| 1856 | 1861 | 1866 | 1872 | 1876 | 1881 | 1886 | 1891 | 1896 |
| ---- | ---- | ---- | ---- | ---- | ---- | ---- | ---- | ---- |
| 802  | 791  | 804  | 795  | 751  | 711  | 656  | 645  | 621  |

| 1901 | 1906 | 1911 | 1921 | 1926 | 1931 | 1936 | 1946 | 1954 |
| ---- | ---- | ---- | ---- | ---- | ---- | ---- | ---- | ---- |
| 621  | 573  | 563  | 507  | 506  | 427  | 390  | 358  | 366  |

| 1962 | 1968 | 1975 | 1982 | 1990 | 1999 | 2006 | 2008 | 2013 |
| ---- | ---- | ---- | ---- | ---- | ---- | ---- | ---- | ---- |
| 325  | 296  | 254  | 278  | 297  | 299  | 310  | 313  | 307  |

| 2018 | - | - | - | - | - | - | - | - |
| ---- | - | - | - | - | - | - | - | - |
| 288  | - | - | - | - | - | - | - | - |

## Économie
La commune est située dans la zone AOC comté.
Thézillieu compte plusieurs exploitations agricoles (élevage bovin principalement), divers artisans, un centre équestre, un hôtel-restaurant, un camping et des gîtes, une école élémentaire, une agence postale (en mairie) et un corps de sapeurs-pompiers volontaires.
Les étangs du Genevray attirent les pêcheurs (brochets, carpes, perches, tanches). Les nombreux chemins et sentiers d'exploitation forestière facilitent les différentes formes de randonnées : équestre, pédestre, à VTT ; à raquettes et ski de fond l'hiver.

## Culture et patrimoine

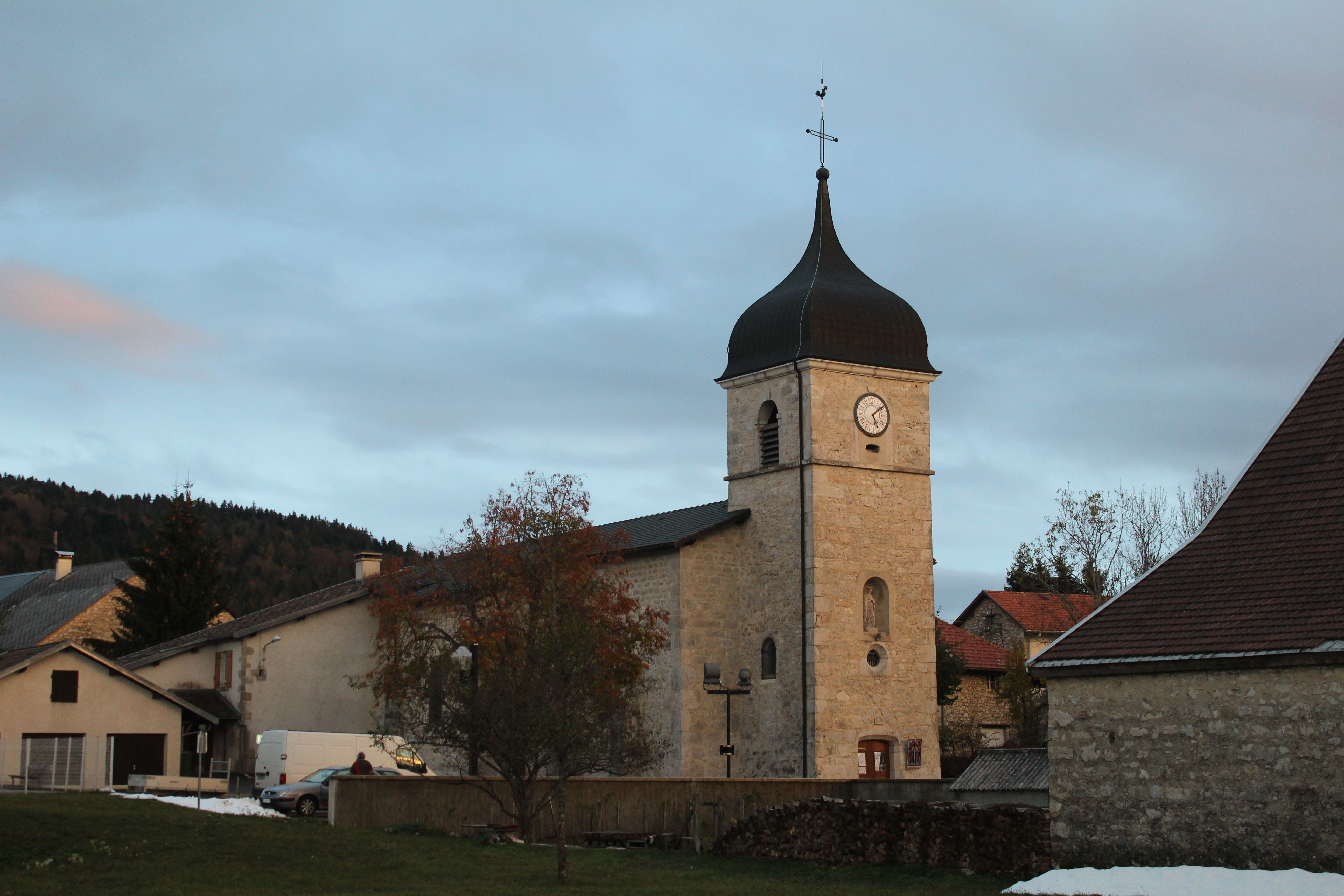
Église Notre-Dame-de-l'Assomption.

### Lieux et monuments
- Ruines de l'abbaye cistercienne de Saint-Sulpice en Bugey.
- Église Notre-Dame-de-l'Assomption.
- Chapelle Saint-Vital (aussi appelée chapelle des Étrangers), en cours de réfection.
- Belvédère de Seremond.
- Point de vue du Signal.

### Héraldique
| Blason de Thézillieu | Blason  | Parti : au premier de gueules à la croix d'argent chargée d'un crosse contournée de pourpre, au second de sinople au mouton d'or accompagné de trois quintefeuilles d'argent ; le tout sommé d'un chef d'azur chargé d'un croissant d'argent accosté de deux étoiles du même. |
| Blason de Thézillieu | Détails | Le blason a été réalisé par Thierry Faure David-Nillet. |